# タットリタン
タットリタンは、鶏肉と野菜を辛いスープで煮た朝鮮半島の煮込み・鍋料理。韓国版肉じゃがといった趣がある。日本語表記は他にも「タクトリタン」「ダットリタン」などさまざまであるが、朝鮮語では国語醇化政策により「닭볶음탕（タッポックムタン）」に改められた。

## 概要
代表的な家庭料理であり、それゆえその材料や調理法は多様である。一般的には、丸鶏をぶつ切りにした骨付き肉とジャガイモや人参、玉ネギなどの野菜を炒め、スープか水を注ぎ、コチュジャン、粉唐辛子、砂糖、おろしたニンニクやショウガなどを合わせた調味料で辛く煮込んでいく。肉やジャガイモが柔らかくなったら味をととのえ、刻んだ長ネギやエゴマの葉、青唐辛子スライスなど乗せて供する。鶏のうまみと香辛料の刺激が食を進め、ご飯のおかずや酒の肴として韓国家庭では定番のメニューである。残ったスープに麺を入れたり、ご飯を入れて炒飯や雑炊にすることも多い。

## 外食産業におけるタットリタン
これを専門とする店はほとんどないが、サムゲタンやタッカンマリなどをメインとする鶏料理専門店のほか、街の食堂や酒場などで見かけることがある。店で出す場合、2-3人分の量を鍋に入れて供し、テーブルで加熱してから食べることが多い。また、汁気を飛ばした状態で大皿料理として供されることもある。
なお、このタットリタンを慶尚北道・安東市のある店が客の要望に応えてアレンジしていってできたのがチムタクであると言われている。

## 「タットリタン」という名前
「タク（닭）」は鶏を意味し、「タン（탕）」は漢字の「湯」であるが、「トリ（도리）」が日本語の「鳥（鶏）」に由来するとされるため、1997年に国語醇化政策の一環で「タッポックムタン」（닭볶음탕／鶏炒めスープ）が標準語に制定された。
また本来「タン」は具の少ない、一人ずつ供されるスープ料理を指すが、この料理はチゲ並みに数人がつついて食べるほど具が多い。